# Zaessingue
Zaessingue là một xã trong tỉnh Haut-Rhin, vùng Grand Est ở đông bắc Pháp. Xã này có diện tích 4,99 km², dân số năm 1999 là 300 người. Khu vực này có độ cao 345 mét trên mực nước biển.